# 500 років козацьким поселенням. Кальміуська паланка (монета)
«500 ро́ків коза́цьким посе́ленням. Ка́льміуська пала́нка» — ювілейна монета номіналом 5 гривень, випущена Національним банком України, присвячена 500-річчю виникнення українських козацьких поселень на території нинішніх Донецької і Луганської областей, які згодом утворили Кальміуську паланку Війська Запорозького Низового.
Монету введено в обіг 23 грудня 2005 року. Вона належить до серії «Герої козацької доби».

## Опис монети та характеристики
| Номінал грн. | Метал      | Маса, г | Діаметр, мм | Якість виготовлення       | Гурт     | Тираж, штук |
| ------------ | ---------- | ------- | ----------- | ------------------------- | -------- | ----------- |
| 5            | нейзильбер | 16,54   | 35,0        | спеціальний анциркулейтед | рифлений | 30 000      |

### Аверс
На аверсі монети зображено стилізований герб Війська Запорозького, ліворуч від якого — малий Державний Герб України, рік карбування монети — «2005» (унизу) та кругові написи: «НАЦІОНАЛЬНИЙ БАНК УКРАЇНИ» (угорі), «П'ЯТЬ ГРИВЕНЬ» (унизу), а також логотип Монетного двору Національного банку України.

### Реверс

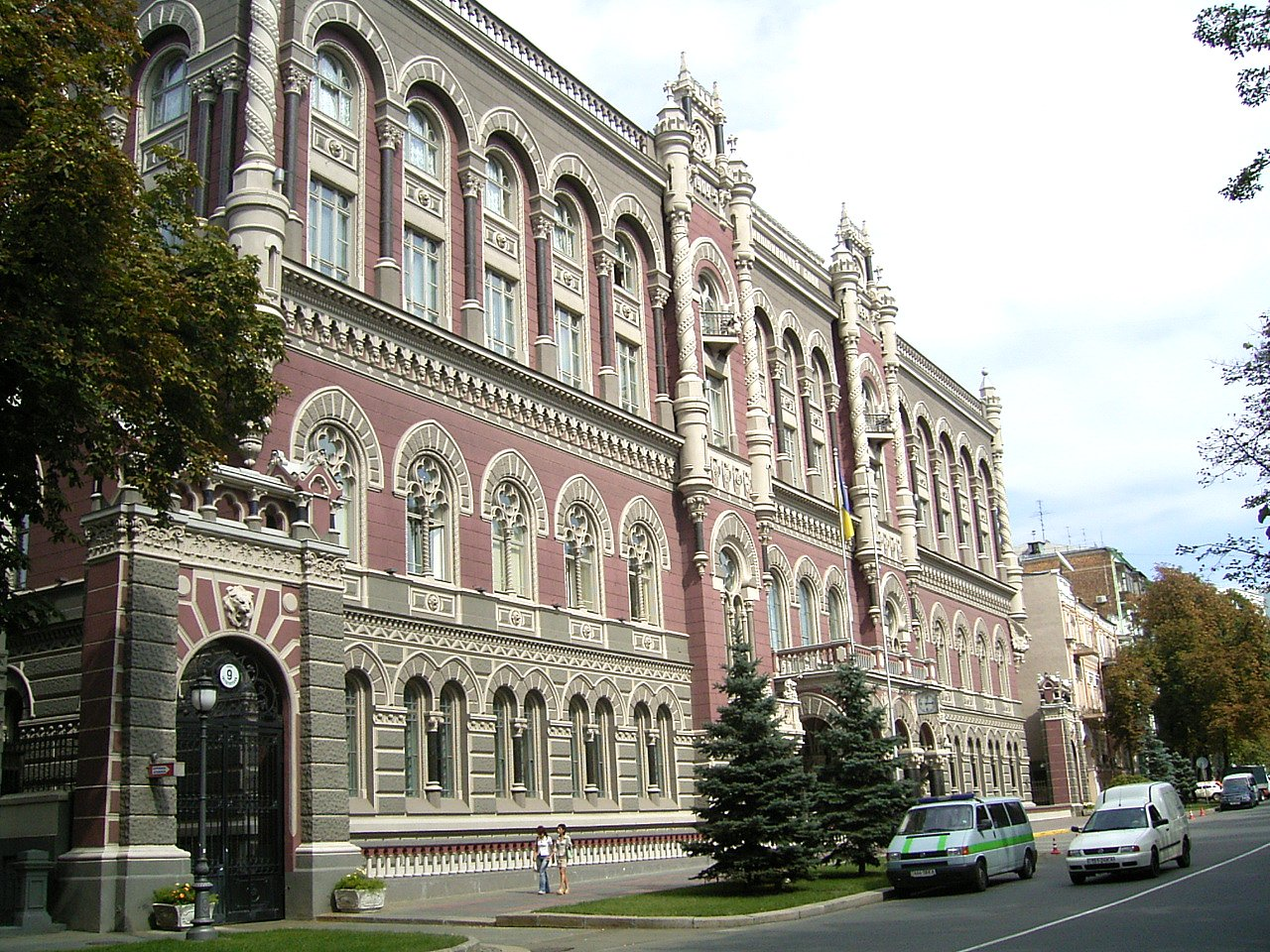
Будівля Національного банку України

На реверсі монети зображено козацьку громаду на чолі зі старшиною, ліворуч — половецьку кам'яну бабу, під композицією — герб Кальміуської паланки. По колу монети розміщено написи: «500 РОКІВ КОЗАЦЬКИМ ПОСЕЛЕННЯМ. КАЛЬМІУСЬКА ПАЛАНКА.»

## Автори
- Художник — Іваненко Святослав.
- Скульптор — Іваненко Святослав.

## Вартість монети
Ціна монети — 20 гривень була вказана на сайті Національного банку України в 2012 році.
Фактична приблизна вартість монети, з роками змінювалася так:
| Рік        | 2010 | 2011 | 2012 | 2013 | 2014 | 2015 | 2016 | 2017 | 2018 | 2019 | 2020 | 2021 | 2022 | 2023 | 2024 | 2025 |
| ---------- | ---- | ---- | ---- | ---- | ---- | ---- | ---- | ---- | ---- | ---- | ---- | ---- | ---- | ---- | ---- | ---- |
| Ціна, грн. | 25   | 35   | 45   | 45   | 44   | 65   | 80   | 90   | 90   | 95   | 95   | 90   | 105  | 220  | 330  | 350  |